# Risto Siltanen
Risto Siltanen (né le 31 octobre 1958 à Mänttä en Finlande) est un joueur professionnel de hockey sur glace devenu entraîneur.

## Carrière de joueur
Il joua dans la Ligue nationale de hockey pour les Oilers d'Edmonton, les Whalers de Hartford et les Nordiques de Québec au poste de défenseur.
Siltanen fut repêché dans la LNH par les Blues de Saint-Louis au 13e tour du repêchage amateur de la LNH 1978.

## Statistiques
Pour les significations des abréviations, voir Statistiques du hockey sur glace.
| Saison     | Équipe                  | Ligue        |     | Saison régulière | Saison régulière | Saison régulière | Saison régulière | Saison régulière |    | Séries éliminatoires | Séries éliminatoires | Séries éliminatoires | Séries éliminatoires | Séries éliminatoires |
| Saison     | Équipe                  | Ligue        | PJ  | B                | A                | Pts              | Pun              | PJ               | B  | A                    | Pts                  | Pun                  |                      |                      |
| 1978-1979  | Oilers d'Edmonton       | WHA          | 20  | 3                | 4                | 7                | 4                | 11               | 0  | 9                    | 9                    | 4                    |                      |                      |
| 1979-1980  | Oilers d'Edmonton       | LNH          | 64  | 6                | 29               | 35               | 26               | 2                | 0  | 0                    | 0                    | 2                    |                      |                      |
| 1980-1981  | Oilers d'Edmonton       | LNH          | 79  | 17               | 36               | 53               | 54               | 9                | 2  | 0                    | 2                    | 8                    |                      |                      |
| 1981-1982  | Oilers d'Edmonton       | LNH          | 63  | 15               | 48               | 63               | 26               | 5                | 3  | 2                    | 5                    | 10                   |                      |                      |
| 1982-1983  | Whalers de Hartford     | LNH          | 74  | 5                | 25               | 30               | 28               | --               | -- | --                   | --                   | --                   |                      |                      |
| 1983-1984  | Whalers de Hartford     | LNH          | 75  | 15               | 38               | 53               | 34               | --               | -- | --                   | --                   | --                   |                      |                      |
| 1984-1985  | Whalers de Hartford     | LNH          | 76  | 12               | 33               | 45               | 30               | --               | -- | --                   | --                   | --                   |                      |                      |
| 1985-1986  | Whalers de Hartford     | LNH          | 52  | 8                | 22               | 30               | 30               | --               | -- | --                   | --                   | --                   |                      |                      |
| 1985-1986  | Nordiques de Québec     | LNH          | 13  | 2                | 5                | 7                | 6                | 3                | 0  | 1                    | 1                    | 2                    |                      |                      |
| 1986-1987  | Nordiques de Québec     | LNH          | 66  | 10               | 29               | 39               | 32               | 13               | 1  | 9                    | 10                   | 8                    |                      |                      |
| 1986-1987  | Express de Fredericton  | LAH          | 6   | 2                | 4                | 6                | 6                | --               | -- | --                   | --                   | --                   |                      |                      |
| 1988-1989  | Ilves Tampere           | SM-liiga     | 43  | 19               | 20               | 39               | 32               | 5                | 2  | 1                    | 3                    | 6                    |                      |                      |
| 1989-1990  | Ilves Tampere           | SM-liiga     | 44  | 16               | 17               | 33               | 40               | 8                | 2  | 5                    | 7                    | 10                   |                      |                      |
| 1990-1991  | Ilves Tampere           | SM-liiga     | 37  | 11               | 13               | 24               | 32               | --               | -- | --                   | --                   | --                   |                      |                      |
| 1991-1992  | Ilves Tampere           | SM-liiga     | 44  | 4                | 9                | 13               | 22               | --               | -- | --                   | --                   | --                   |                      |                      |
| 1994-1995  | TuTo Turku              | SM-liiga     | 44  | 10               | 14               | 24               | 52               | --               | -- | --                   | --                   | --                   |                      |                      |
| 1995-1996  | TuTo Turku              | SM-liiga     | 45  | 6                | 6                | 12               | 44               | --               | -- | --                   | --                   | --                   |                      |                      |
| 1996-1997  | SC Bietigheim-Bissingen | 2.bundesliga | 49  | 13               | 35               | 48               | 28               |                  |    |                      |                      |                      |                      |                      |
| Totaux LNH | Totaux LNH              | Totaux LNH   | 562 | 90               | 265              | 355              | 266              | 32               | 6  | 12                   | 18                   | 30                   |                      |                      |